# Tiro esportivo nos Jogos Pan-Americanos de 1987
As competições de tiro esportivo nos Jogos Pan-Americanos de 1987 foram realizadas em Indianápolis, nos Estados Unidos.

## Medalhistas
Masculino
| Evento                                | Ouro                  | Prata                   | Bronze                      |
| ------------------------------------- | --------------------- | ----------------------- | --------------------------- |
| Pistola de ar 10 m detalhes           | Donald Nygord (USA)   | Carlos Hora (PER)       | Gregory Appleton (USA)      |
| Pistola de fogo central 25 m detalhes | Renzo Velazquez (VEN) | Darius Young (USA)      | Felipe Beuvrin (VEN)        |
| Tiro rápido 25 m detalhes             | Bernardo Tobar (COL)  | Rogelio Arredondo (USA) | John McNally (USA)          |
| Pistola padrão 25 m detalhes          | Erich Buljung (USA)   | Guillermo Reyes (CUB)   | Oscar Yuston (ARG)          |
| Pistola 50 m detalhes                 | George Ross (USA)     | Erich Buljung (USA)     | Bernardo Tobar (COL)        |
| Alvo móvel 50 m detalhes              | Michael English (USA) | Todd Bensley (USA)      | Mark Badlington (CAN)       |
| Carabina de ar 10 m detalhes          | Guy Lorion (CAN)      | Glenn Dubis (USA)       | Robert Foth (USA)           |
| Carabina deitado 50 m detalhes        | Patrick Vamplew (CAN) | Bruce Meredith (ISV)    | Jean-François Sénécal (CAN) |
| Carabina três posições 50 m detalhes  | Glenn Dubis (USA)     | Mart Klepp (CAN)        | Robert Foth (USA)           |
| Skeet detalhes                        | Mathew Dryke (USA)    | Alger Mullins (USA)     | Brian Gabriel (CAN)         |

Feminino
| Evento                               | Ouro                       | Prata              | Bronze                   |
| ------------------------------------ | -------------------------- | ------------------ | ------------------------ |
| Pistola de ar 10 m detalhes          | Tania Estrella Pérez (CUB) | Edith Vega (CUB)   | Maria Nelly Amaral (BRA) |
| Carabina de ar 10 m detalhes         | Sharon Bowes (CAN)         | Launi Melli (USA)  | Deena Wigger (USA)       |
| Pistola 25 m detalhes                | Ruby Fox (USA)             | Edith Vega (CUB)   | Bettie Blocksome (USA)   |
| Carabina deitado 50 m detalhes       | Deena Wigger (USA)         | Mary Godlove (USA) | Joeller Fefer (CAN)      |
| Carabina três posições 50 m detalhes | Irma Sánchez (CUB)         | Launi Melli (USA)  | Mary Godlove (USA)       |

Equipes
| Evento                                          | Ouro                                                     | Prata              | Bronze             |
| ----------------------------------------------- | -------------------------------------------------------- | ------------------ | ------------------ |
| Pistola de ar 10 m masculino detalhes           | USA Estados Unidos                                       | PER Peru           | CUB Cuba           |
| Carabina de ar 10 m masculino detalhes          | CAN Canadá                                               | USA Estados Unidos | CUB Cuba           |
| Tiro rápido 25 m masculino detalhes             | COL Colômbia                                             | USA Estados Unidos | CUB Cuba           |
| Pistola de fogo central 25 m masculino detalhes | USA Estados Unidos                                       | VEN Venezuela      | BRA Brasil         |
| Pistola padrão 25 m masculino detalhes          | VEN Venezuela                                            | PUR Porto Rico     | CUB Cuba           |
| Carabina deitado 50 m masculino detalhes        | CAN Canadá                                               | ARG Argentina      | USA Estados Unidos |
| Carabina três posições 50 m masculino detalhes  | USA Estados Unidos                                       | CAN Canadá         | CUB Cuba           |
| Skeet masculino detalhes                        | USA Estados Unidos Mathew Dryke All Mullins Dan Carlisle | CUB Cuba           | CAN Canadá         |

## Ligação externa
- Jogos Pan-Americanos de 1987